# Willie Smith (Saxophonist, 1926)
Willie „Face“ Smith (* 1926; † 1. Dezember 2009 in Cleveland) war ein US-amerikanischer Jazz-Altsaxophonist, Arrangeur und Komponist.
Smith arbeitete in den 1940er und 1950er Jahren mit Tadd Dameron, Benny Bailey, Thelonious Monk und John Coltrane, als Arrangeur bzw. Komponist auch mit Lionel Hampton, Scatman Carruthers, in den 1960er Jahren in den Motown-Studios (u. a. mit Stevie Wonder, Marvin Gaye, The Temptations, Diana Ross and The Supremes) und in den 1970er-Jahren mit Brother Jack McDuffs Heating System. Als Orchestrator arbeitete er in den 2000er Jahren mit Joe Lovano, dessen Mentor er war, zu hören auf dessen Alben 52nd Street Themes (2000, mit Smiths Dameron-Arrangements) und On This Day: At the Vanguard (2003).